# Cephalopholis nigripinnis
Cephalopholis nigripinnis là một loài cá biển thuộc chi Cephalopholis trong họ Cá mú. Loài này được mô tả lần đầu tiên vào năm 1828.

## Phân loại
C. nigripinnis trong một thời gian dài chỉ được xem là danh pháp đồng nghĩa của Cephalopholis urodeta, nhưng sau đó đã được công nhận là một loài hợp lệ. Kết quả phân tích phát sinh loài của Craig và Hastings (2007) đã cho thấy có sự khác biệt trong kiểu gen giữa hai loài này.

## Từ nguyên
Từ định danh được ghép bởi hai âm tiết trong tiếng Latinh: niger ("đen") và pinnis (số nhiều của pinna, "vây, cánh"), hàm ý đề cập đến màu đen trên các vây của loài cá này.

## Phạm vi phân bố và môi trường sống
C. nigripinnis có phân bố giới hạn trong Ấn Độ Dương. Từ bờ biển Đông Phi và Nam Phi, C. nigripinnis xuất hiện tại hầu hết các đảo quốc trên Ấn Độ Dương và trải dài đến biển Andaman (xuống đến cực tây của đảo Sumatra và ngoài khơi Jakarta), xa về phía nam đến đảo Giáng Sinh, nơi mà C. urodeta cũng xuất hiện.
C. nigripinnis sống tập trung trên các rạn viền bờ ở độ sâu đến ít nhất là 60 m.

## Mô tả
Chiều dài cơ thể lớn nhất được ghi nhận ở C. nigripinnis là 28 cm. Thân có màu đỏ nâu, sẫm nâu hơn ở thân sau, phủ nhiều chấm đỏ cam khắp đầu. Vây ngực, hầu hết vây hậu môn, rìa sau vây lưng và vây đuôi có màu đen sẫm. Một cặp đốm sẫm ở trước môi dưới.
Số gai ở vây lưng: 9; Số tia vây ở vây lưng: 14–16; Số gai ở vây hậu môn: 3; Số tia vây ở vây hậu môn: 8–9; Số tia vây ở vây ngực: 17–19; Số vảy đường bên: 53–70.

## Sinh học
Thức ăn của C. nigripinnis là các loài cá nhỏ và động vật giáp xác.